# John Tyler

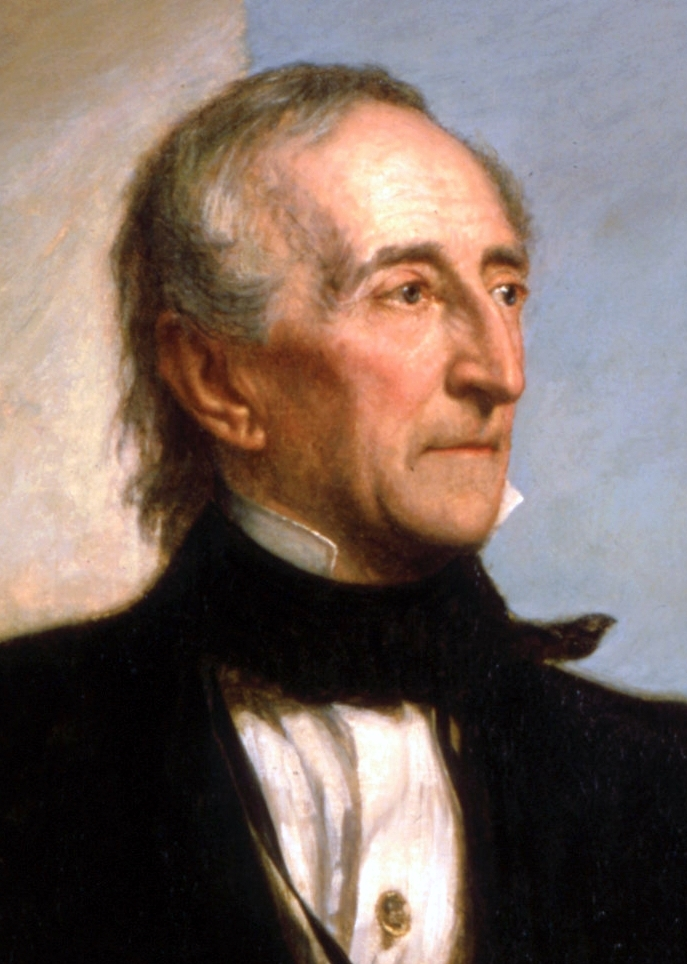
John Tyler

John Tyler (* 29. März 1790 im Charles City County, Virginia; † 18. Januar 1862 in Richmond, Virginia) war ein US-amerikanischer Politiker und als zehnter Präsident der Vereinigten Staaten vom 4. April 1841 bis zum 4. März 1845 im Amt. Er war der erste nicht als solcher gewählte Amtsinhaber im Weißen Haus. Vielmehr stieg er nach dem Tod seines Vorgängers, William Henry Harrison, aus dem Amt des zehnten Vizepräsidenten zur Präsidentschaft auf. Zuvor war er Gouverneur von Virginia gewesen und hatte diesen Bundesstaat auch im US-Senat vertreten. Als Befürworter der Expansion der Vereinigten Staaten unterzeichnete er die Annexion von Texas.

## Leben

### Bis zur Präsidentschaft

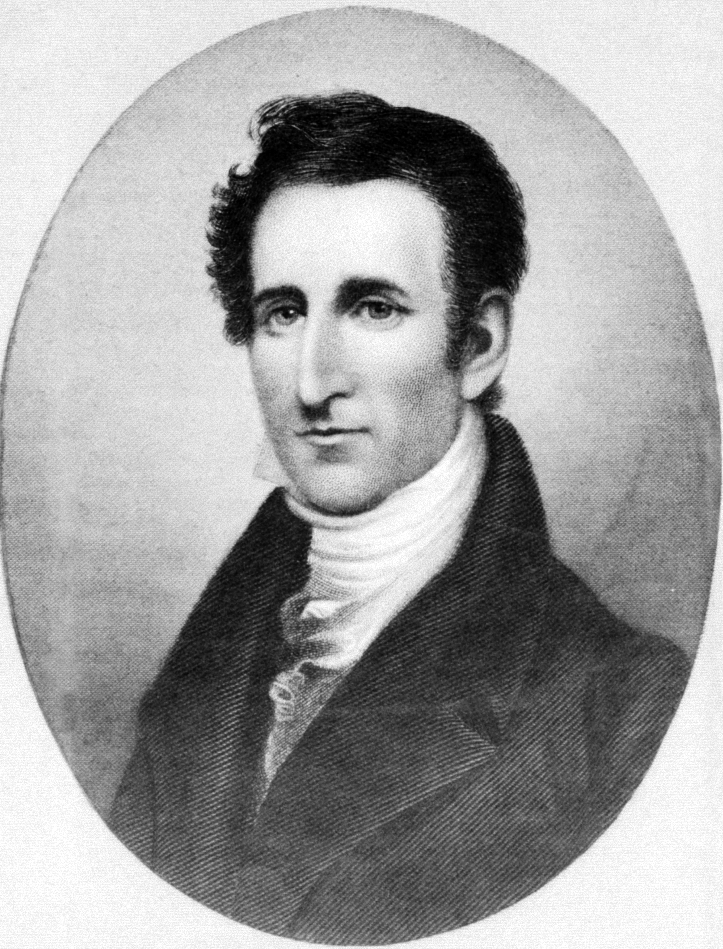
Tyler in jüngeren Jahren um 1826

Tyler stammte aus einer reichen Pflanzerfamilie und wurde als sechstes von acht Kindern und zweitältester Sohn im Juni 1790 geboren. Sein Vater, John Tyler senior, war ein Jugendfreund von Thomas Jefferson und im Gegensatz zu seinem Vater, der der britischen Krone diente, ein Anhänger der Amerikanischen Revolution. Tyler senior saß bis 1786 als Abgeordneter im Repräsentantenhaus von Virginia. Danach bekleidete er bis 1798 das Richteramt am Obersten Strafgerichtshof des Bundesstaates. Tylers Mutter, Mary Armistead, war die Tochter eines wohlhabenden virginischen Pflanzers. Von 1802 bis 1807 besuchte er das College of William & Mary und lernte danach bei seinem Vater und einem Cousin Rechtswissenschaft. Danach betätigte er sich als Rechtsanwalt. Im Jahre 1813 heiratete er Letitia Christian (1790–1842).
1811 begann seine politische Karriere: Zunächst gehörte er bis 1816 und erneut von 1821 bis 1825 dem Abgeordnetenhaus von Virginia an, dazwischen (von 1817 bis 1821) vertrat er Virginia im US-Repräsentantenhaus. Von 1825 bis 1827 war er Gouverneur von Virginia, als der er sich – allerdings ohne Erfolg – für die Verbesserung des öffentlichen Schulsystems und der Infrastruktur einsetzte. 1827 wurde er als Nachfolger von John Randolph of Roanoke in den US-Senat gewählt. Von März bis Dezember 1835 war er Präsident pro tempore des US-Senates. Verfassungsmäßiger Senatspräsident war damals der amtierende US-Vizepräsident Martin Van Buren.
Politisch war Tyler ein Anhänger der Ideen von Thomas Jefferson und gehörte zu Beginn seiner Karriere der Demokratisch-Republikanischen Partei an. Sein Vater war mit Jefferson befreundet und gleichzeitig sein Zimmergenosse auf dem College of William & Mary. Nach der Auflösung der Demokratisch-Republikanischen Partei schloss sich Tyler der Demokratischen Partei an und unterstützte Andrew Jackson. Während der Nullifikationskrise von 1832 und 1833 versuchte Tyler zunächst, eine vermittelnde Position einzunehmen. Die von Jackson angedrohte militärische Durchsetzung des Zolltarifs gegen South Carolina lehnte er als einziger Senator 1833 offen ab. Aus diesem Grund verließ Tyler, der auch ein überzeugter Verfechter der „Rechte der Einzelstaaten (States rights)“ war, die Demokratische Partei und schloss sich Henry Clay und dessen neugegründeten Whig Party an.
Im Jahr 1838 wurde Tyler, der selbst Sklavenhalter war, zum Präsidenten der Virginia African Colonization Society gewählt. Solche Kolonialisations-Gesellschaften setzten sich zum Ziel, einen Teil der in den Staaten lebenden freigelassenen Sklaven nach Afrika zu deportieren. Ihre Mitglieder bestanden sowohl aus Gegnern der Sklaverei als auch aus Sklavenhaltern, die sich nicht vorstellen konnten, dass weiße und schwarze Menschen zusammenleben konnten, und deswegen die Deportation der befreiten Sklaven vorantrieben.
William Henry Harrison wählte Tyler im Vorfeld der Präsidentschaftswahl 1840 als seinen Vizepräsidenten aus. Nach gewonnener Wahl trat er dieses Amt am 4. März 1841 an. Mit 31 Tagen sollte es die bis heute kürzeste Vizepräsidentschaft in der amerikanischen Geschichte sein. Während dieser kurzen Zeitspanne hatte Tyler jedoch de facto keinerlei Einfluss auf die Regierungspolitik von Harrison ausgeübt und sich auf seinen Landsitz zurückgezogen.

### Präsidentschaft (1841–1845)

#### Amtsübernahme

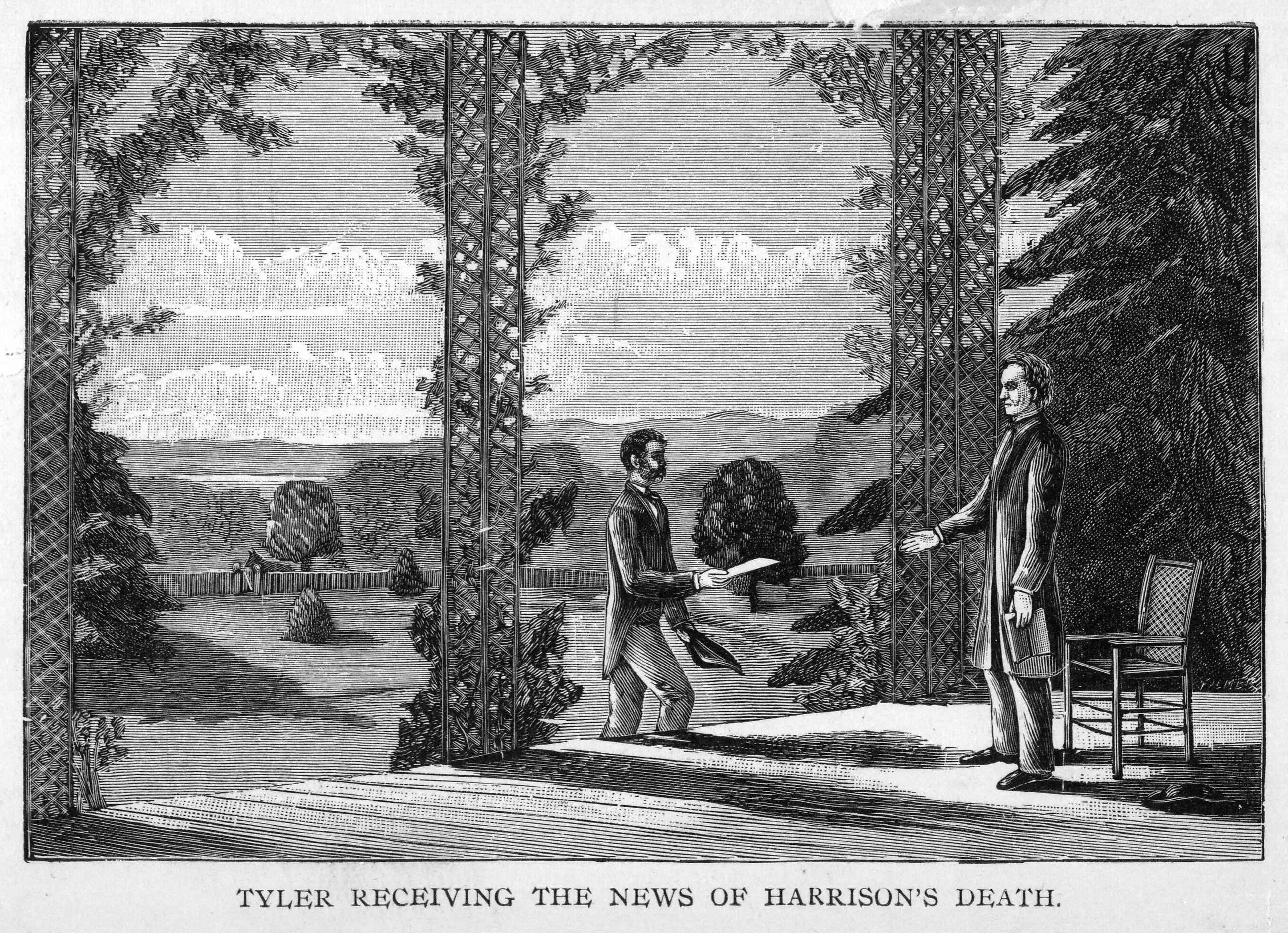
Illustration Tylers beim Erhalt der Nachricht über Präsident Harrisons Tod

In den frühen Morgenstunden des 5. April 1841 erhielt Tyler auf seinem Familiensitz in Williamsburg, Virginia, die Nachricht vom Tode Harrisons, der einer Lungenentzündung erlegen war. Damit trat in der Geschichte der Vereinigten Staaten erstmals der Fall ein, dass ein amtierender Präsident verstorben war und die Aufgaben des Staatsoberhauptes für die verbleibende Dauer der Amtsperiode, in Tylers Fall drei Jahre und elf Monate, auf den bisherigen Vizepräsidenten übergingen. Um ihn möglichst schnell von Williamsburg nach Washington, D. C., zu bringen, legte er die Strecke in einer Kombination aus Dampfschiffen und zwischendrin einem Sonderzug zurück, der erste „Staatszug“ der US-Geschichte.
Der Tatsache zum Trotz, dass die amerikanische Verfassung diese Nachfolgeregelung vorschrieb, war es aufgrund des genauen Wortlautes dieser Regelung umstritten, ob Tyler vollwertiger Präsident sei oder nur im Besitz präsidialer Vollmachten und Pflichten. Einige Politiker wie der Abgeordnete im Repräsentantenhaus und ehemalige Präsident John Quincy Adams waren der Ansicht, Tyler sei nach wie vor Vizepräsident und lediglich mit der Ausführung der Geschäfte des Präsidentenamtes betraut. Tyler stellte sich hingegen vehement auf den Standpunkt, er sei kein geschäftsführender Präsident (Acting President), sondern mit dem Tod Harrisons sei das Amt vollständig auf ihn übergegangen. Briefe von Politikern, die ihn lediglich als geschäftsführenden Präsidenten betrachteten und an den Acting President gerichtet waren, ließ er ungeöffnet zurückschicken. Auch der Kongress verwendete in seinen Gesetzestexten den Titel „Präsident“. Am 6. April 1841 legte Tyler im Empfangssaal des an der Pennsylvania Avenue gelegenen Brown’s Indian Queen Hotel offiziell den Amtseid des Präsidenten ab, obwohl dies nach seinem Verständnis der Verfassung eigentlich unnötig war.
Die Haltung Tylers, dass der Vizepräsident im Falle des endgültigen Wegfalls des Präsidenten tatsächlich die Präsidentschaft vollumfänglich übernehmen sollte, schuf in der Geschichte einen Präzedenzfall zur Interpretation der Nachfolgeregelung, der für alle weiteren aufrückenden Vizepräsidenten bis 1967 gelten sollte. Diese Praxis wurde im Jahr 1967, nachdem insgesamt sieben weitere Male ein Präsident im Amt weggefallen war, mit dem 25. Zusatzartikel zur US-Verfassung gesetzlich kodifiziert. Erst damit war auch eine nachträgliche Ernennung eines neuen Vizepräsidenten möglich. Tyler konnte also nach seinem Amtsantritt keinen neuen Vizepräsidenten berufen, wodurch das Amt bis 1845 vakant blieb und verfassungsgemäß der Präsident pro tempore des Senats seine Nachfolge übernommen hätte.

#### Innenpolitik

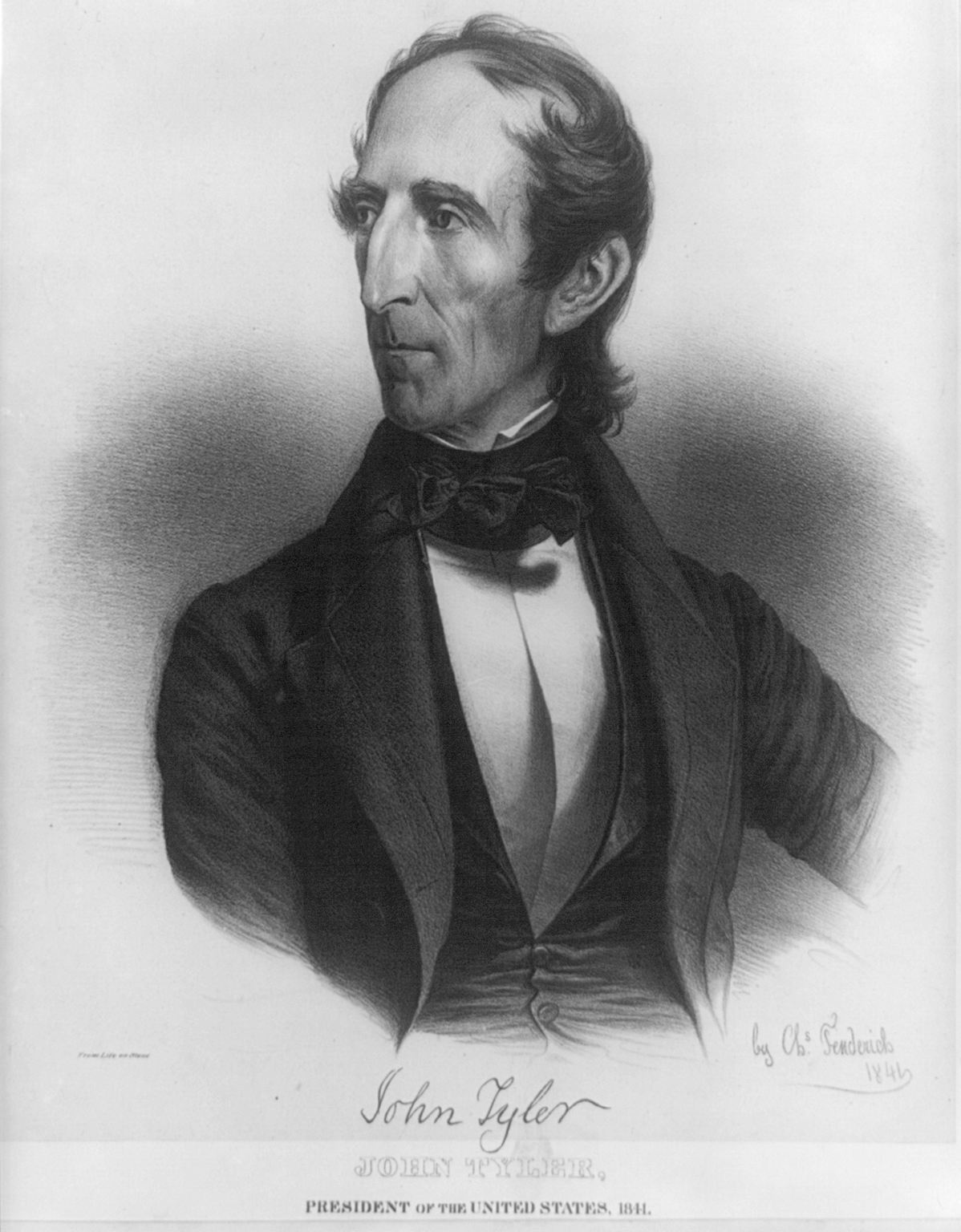
Illustration Tylers 1841 als Präsident

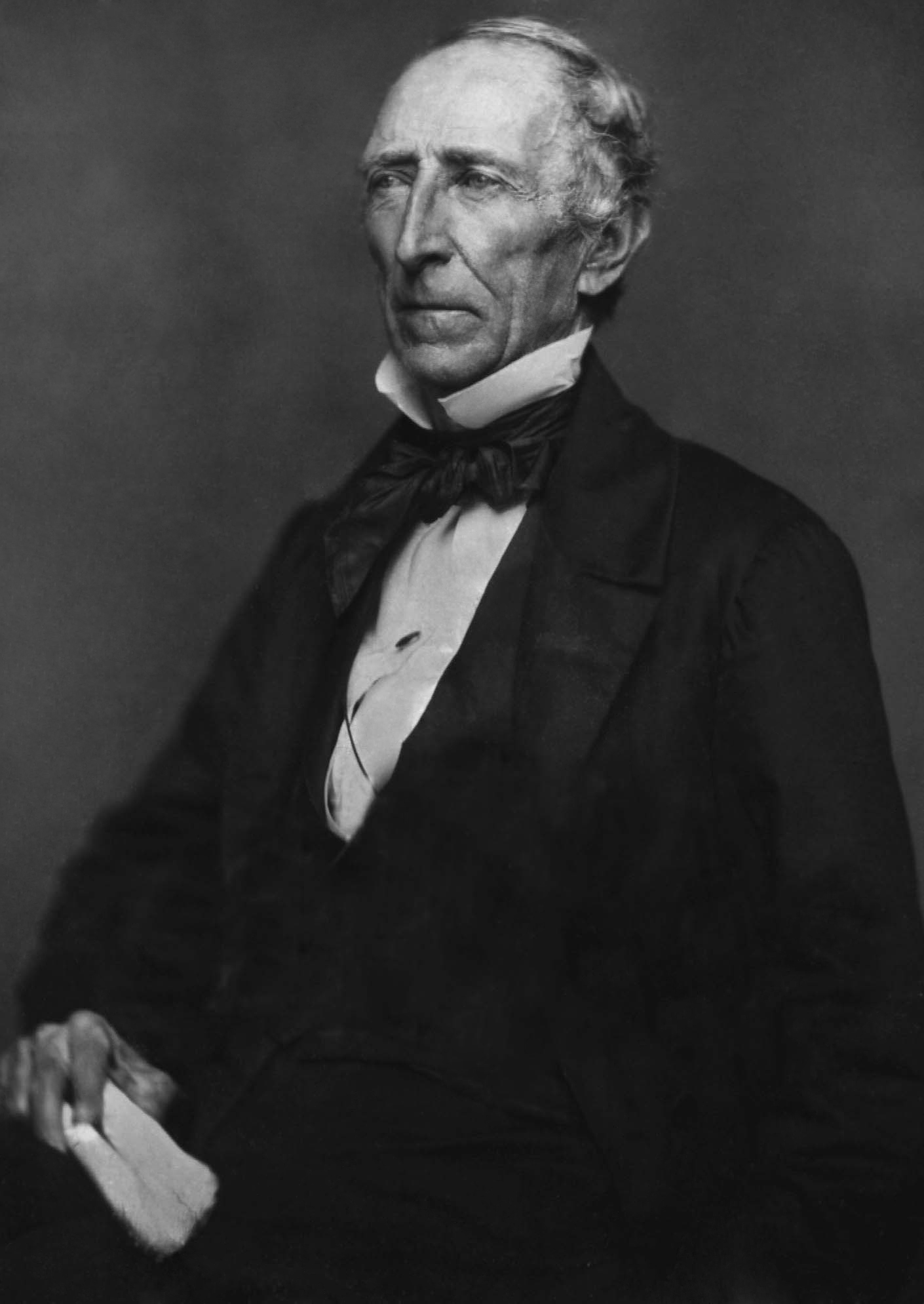
Daguerreotypie von John Tyler 1850

Am 9. April 1841 hielt Tyler seine faktische Antrittsrede. Darin bekräftigte er seine Prinzipien der politischen Philosophie von Jefferson, bekräftigte die Beschränkung der Macht der Bundesregierung und trat für die strikte Einhaltung und Auslegung der US-Verfassung ein.
Nach seiner Amtsübernahme setzte Außenminister Daniel Webster ihn davon in Kenntnis, dass Entscheidungen des Kabinetts bisher im Konsens getroffen wurden, was Tyler zurückwies. In diesem Zusammenhang wird ihm folgendes Zitat zugeschrieben:

“I beg your pardon, gentlemen; I am very glad to have in my Cabinet such able statesmen as you have proved yourselves to be. And I shall be pleased to avail myself of your counsel and advice. But I can never consent to being dictated to as to what I shall or shall not do. I, as President, shall be responsible for my administration. I hope to have your hearty co-operation in carrying out its measures. So long as you see fit to do this, I shall be glad to have you with me. When you think otherwise, your resignations will be accepted.”

„Ich bitte um Ihre Entschuldigung, Gentlemen; ich bin froh, solch fähige Staatsmänner wie Sie in meinem Kabinett haben zu dürfen. Ich bin erfreut, Ihre Ratschläge entgegenzunehmen. Aber ich kann niemals eine Praxis wie diese akzeptieren, in der mir diktiert wird, was ich zu tun und zu lassen habe. Ich, als Präsident, bin verantwortlich für meine Administration. Wenn Sie damit übereinstimmen, bin ich froh, Sie weiterhin in meiner Regierung behalten zu dürfen. Wenn Sie anders denken, werde ich Ihre Rücktrittsgesuche akzeptieren.“

Als Südstaaten-Aristokrat war der ehemalige Gouverneur und Senator des Staates Virginia nur aufgestellt worden, um südliche Wähler für Harrison zu gewinnen (der Slogan war: Tippecanoe and Tyler, too). Seine politischen Ansichten waren aber der Whig Party entgegengesetzt, die die Interessen der Nordoststaaten mit ihrer aufstrebenden Industrie und Geschäftswelt vertrat – so legte er, was einer klassisch demokratischen Position entsprach, sein präsidiales Veto gegen die Gründung einer Nationalbank ein, die ein Grundanliegen der Whigs und ihres prominentesten Senators Henry Clay war.
Nachdem Tyler gegen den neuen Gesetzentwurf, der kaum angepasst wurde, um ihn bloßzustellen, ein weiteres Mal sein Veto eingelegt hatte, traten am 11. September 1841 auf Anordnung von Clay fast alle von Harrison berufenen Minister einer nach dem anderen zurück. Clay hatte die Regierung von Harrison, wie zuvor abgemacht, aus dem Hintergrund führen und danach der nächste Präsident werden wollen, sah dieses Ziel nun jedoch als gefährdet an, sollte Tyler, der seine Anweisungen ignorierte, eine erfolgreiche Präsidentschaft gelingen. Mit diesem Schritt wollte Clay ihn zum Rücktritt zwingen, womit der ihm loyale Präsident pro tempore des Senats, Samuel L. Southard, zum Präsidenten aufgestiegen wäre. Als Außenminister Daniel Webster als einziger im Amt blieb, weil er auf jeden Fall den Webster-Ashburton-Treaty zur Regelung der kanadischen Grenze zum Abschluss bringen wollte und sich als unabhängig ansah, schöpfte Tyler jedoch neue Hoffnung im Kampf gegen Clay.
Als Tyler nicht zurücktreten oder nachgeben wollte, wurde er zwei Tage später am 13. September aus der Partei ausgeschlossen. Die Reaktion war, dass er immer mehr mit den Demokraten zusammenging und 1844 sogar den prominenten Südstaaten-Demokraten John C. Calhoun als Außenminister in sein Kabinett berief. Damit war das Zweiparteiensystem bis zum Sezessionskrieg unauflöslich mit dem Nord-Süd-Konflikt verknüpft: Nun waren die Whigs unwiderruflich die Nordstaaten- und die Demokraten die Südstaatenpartei. Tyler selbst blieb seither bis zu seinem Lebensende parteilos.
Nach weiteren Vetos Tylers gegen die Gesetzesvorlagen der Whigs, wie die Gründung einer Nationalbank und verschiedene Zollgesetze, wurde 1842 sogar die Amtsenthebung des Präsidenten diskutiert. Bis zu jenem Zeitpunkt hatten die US-Präsidenten sehr sparsam von ihrem Vetorecht Gebrauch gemacht und Gesetze nur aufgrund verfassungsrechtlicher Bedenken nicht unterzeichnet. Tylers Einsprüche waren hingegen aus Sicht der Senatoren und Abgeordneten politisch motiviert. Ein entsprechender Ausschuss im Repräsentantenhaus unter dem Vorsitz des Abgeordneten und ehemaligen Präsidenten John Quincy Adams kam aber schlussendlich nicht zu dem Ergebnis, der Kongresskammer die Einleitung eines Verfahrens zur Amtsenthebung vorzuschlagen, zumal auch die Kongresswahlen im Herbst 1842 ungünstig für die Whigs verlaufen waren und diese ihre Mehrheit im Repräsentantenhaus verloren hatten. Eine Amtsenthebung hätte sich auch insofern schwierig gestaltet, da ein US-Präsident nur wegen rechtlicher Verfehlungen abgesetzt werden kann. Eine Abwahl aus politischen Gründen vor Ende der Amtszeit, beispielsweise durch ein Misstrauensvotum, ist von der Verfassung nicht vorgesehen.
1841 wurde der Preemption Act verabschiedet, der Siedler gegenüber Bodenspekulanten bevorzugte und somit die Einwanderung von Illinois, Iowa, Minnesota und Wisconsin förderte.
Zu dieser Zeit eskalierten Konflikte zwischen einheimischen Protestanten und eingewanderten Katholiken (vor allem aus Irland). Es wurde sogar eine anti-katholische Partei gegründet, die als Know-Nothing Party bekannt wurde. Tyler dagegen war in religiösen Fragen tolerant. In einem Brief vom 10. Juli 1843 rühmte er die „völlige Trennung von Kirche und Staat“ in den Vereinigten Staaten als ein „großartiges und edles Experiment“.

#### Außenpolitik
Da Tyler in der Innenpolitik aufgrund der Mehrheitsverhältnisse im Kongress nur sehr eingeschränkt handlungsfähig war, legte er seinen Fokus verstärkt auf die Außenpolitik, in der er tatsächlich Erfolge erzielen konnte. 1842 wurde der Zweite Seminolenkrieg beendet und sein damaliger Außenminister Webster konnte einen Grenzvertrag mit dem Vereinigten Königreich erzielen, bei dem die Grenze zwischen Maine und Britisch-Nordamerika festgelegt wurde. Der Webster-Ashburton-Treaty beendete zudem den Aroostook-Krieg. Auch wurde die Zusammenarbeit zur Unterbindung des Sklavenhandels vereinbart. Weiter warnte Tyler mit der nach ihm benannten Tyler Doktrin ausländische Mächte davor, Hawaii unter ihre Kontrolle zu bringen. 1844 wurden mit dem Vertrag von Wanghia die Häfen Chinas dem amerikanischen Handel geöffnet.

#### Annexion von Texas und Wahl von 1844
Am 28. Februar waren Polk und andere Politiker sowie hohe Würdenträger Gäste auf einer Flusskreuzfahrt der kurz zuvor in Dienst gestellten USS Princeton, einem neuartigen Kriegsschiff der United States Navy, entlang des Potomac Rivers. Als zur Demonstration der Feuerkraft der modernen Schiffsartillerie bei der Passage des Landsitzes Mount Vernon ein Schuss abgefeuert wurde, kam es auf dem Oberdeck zu einer verheerenden Explosion, die mehrere Todesopfer forderte und das Schiff zerstörte. Unter den Toten waren Außenminister Abel P. Upshur, Marineminister Thomas Walker Gilmer, der Kammerdiener Tylers sowie David Gardiner, der Vater von Tylers zukünftiger Gattin Julia Gardiner Tyler.
Während des Wahlkampfes von 1844 wurde Tyler von einer Splittergruppe der Demokratischen Partei in Baltimore zum Präsidentschaftskandidaten nominiert. Er war jedoch, da er von keiner der großen Parteien aufgestellt wurde, von Anfang an chancenlos, und sogar der ehemalige Präsident und Gründer der Demokraten, Andrew Jackson, appellierte in einem Brief an ihn, seine Kandidatur zurückzuziehen, um dem Kandidaten der Demokraten, James K. Polk, nicht zu schaden, und plädierte gleichzeitig öffentlich dafür, Tyler wieder bei den Demokraten aufzunehmen. Polks historisch enorm bedeutsame Nominierung als Konsenskandidat anstelle der allseits erwarteten Nominierung des Expansionsgegners Van Buren war dabei auch eine Folge der Expansionsbefürwortung durch Tyler gewesen. Um einen Sieg Polks über Tylers Intimfeind Clay nicht zu gefährden sowie der eigenen Chancenlosigkeit wegen, zog Tyler im August des Jahres seine Kandidatur zurück. Polk gewann die Wahl im Herbst und wurde am 4. März 1845 zum elften US-Präsident vereidigt.
Nachdem der Kongress zuvor eine Eingliederung von Texas abgelehnt hatte, interpretierte Tyler den Wahlsieg Polks als Votum des amerikanischen Volkes für die Aufnahme in die Union. Nach einer erneuten Abstimmung gab der Kongress diesem Vorhaben statt. Am 1. März 1845, drei Tage vor seinem Ausscheiden aus dem Präsidentschaftsamt, unterzeichnete Tyler die Resolution über die Annexion von Texas. Am 3. März, seinem letzten vollen Tag im Amt, bestätigte Tyler noch die Aufnahme von Florida in die Vereinigten Staaten. Ebenfalls an diesem Tag befasste sich der Kongress mit einem Veto Tylers gegen einen relativ bedeutungslosen Gesetzentwurf, das mit der erforderlichen Zweidrittelmehrheit in beiden Kammern überstimmt wurde. Es war das erste Mal in der Geschichte der Vereinigten Staaten, dass ein präsidiales Veto zurückgewiesen wurde.

### Ehen und Nachkommen
Tyler hatte fünfzehn Kinder, mehr als jeder andere US-Präsident. Aus der 1813 geschlossenen Ehe mit seiner ersten Frau Letitia (1790–1842) gingen acht Kinder hervor: Mary (1815–1847), Robert (1816–1877), John (1819–1896), Letitia (1821–1907), Elizabeth (1823–1850), Anne (1825–1825), Alice (1827–1854) und Tazewell (1830–1874). Letitia starb 1842 im Alter von 51 Jahren nach einem Schlaganfall.
1844 heiratete Tyler die 30 Jahre jüngere Julia Gardiner (1820–1889), mit der er weitere sieben Kinder bekam: David (1846–1927), John Alexander (1848–1883), Julia (1849–1871), Lachlan (1851–1902), Lyon (1853–1935), Robert Fitzwalter (1856–1927) und Pearl (1860–1947).
Der 1846 geborene Sohn David vertrat zwischen 1893 und 1897 den Staat Virginia im US-Repräsentantenhaus. Der 1853 geborene Sohn Lyon zeugte mit seiner zweiten, 35 Jahre jüngeren Ehefrau drei Söhne, Lyon Gardiner Tyler Jr. (1924–2020), einen Sohn Henry Tyler, der im Kindesalter starb, und Harrison Ruffin Tyler (1928–2025).

### Spätere Jahre

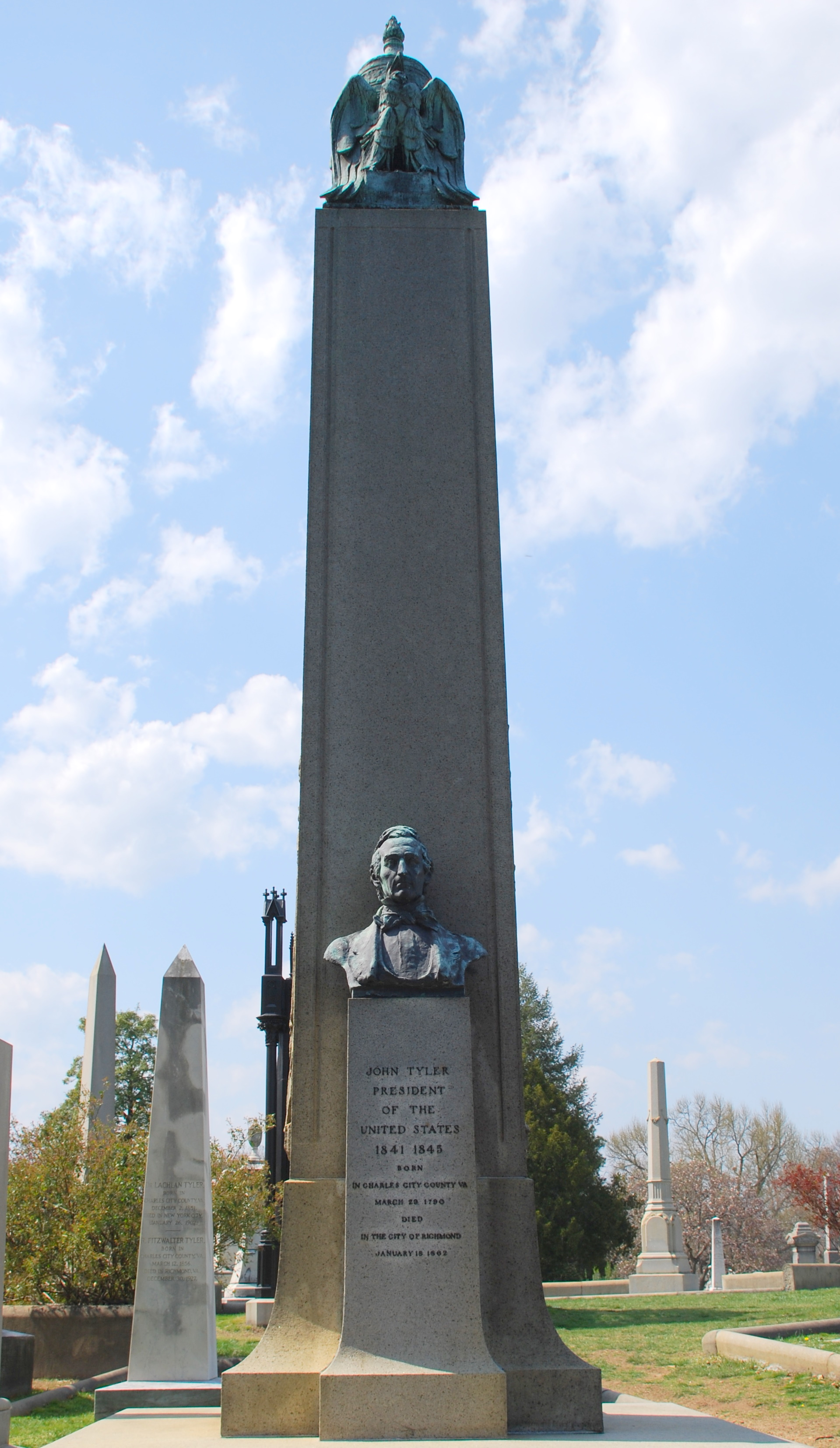
Tylers Grabmal in Richmond

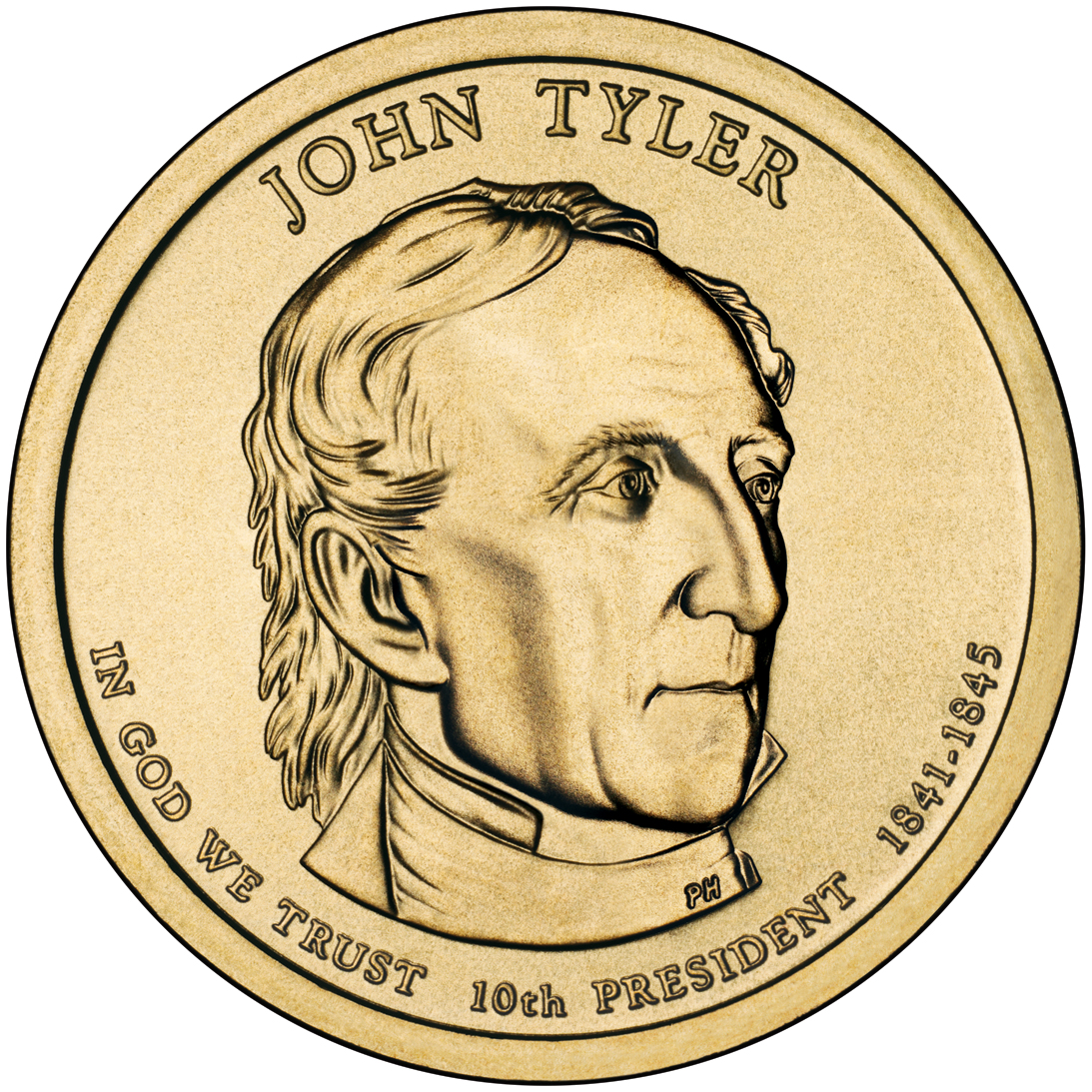
John Tyler auf einem Präsidentendollar

Nach der Amtseinführung seines Nachfolgers Polk am 4. März 1845 zog sich Tyler mit seiner Familie auf seine 1.600 Acre große Plantage Sherwood Forest, die von dutzenden Sklaven bewirtschaftet wurde, zurück.
Nach dem Ende seiner Amtszeit als Präsident trat er bis 1861 nicht mehr politisch in Erscheinung. Erst im Februar 1861, wenige Wochen vor Beginn des Amerikanischen Bürgerkrieges, leitete Tyler auf Initiative Virginias eine Friedenskonferenz in Washington, D.C., auf der Delegierte aus 22 Staaten sich vergeblich um einen Kompromiss zwischen den freien und sklavenhaltenden Staaten bemühten.
Im Vorfeld des Bürgerkrieges setzte er sich für die Sezession ein, wurde auch in den Kongress der Konföderierten Staaten von Amerika gewählt, starb aber, bevor er dieses Amt antreten konnte. Am 18. Januar 1862 hatte er in Richmond kurz vor der Vollendung seines 72. Lebensjahres einen tödlichen Schlaganfall erlitten.
Tyler wurde auf dem Hollywood Cemetery von Richmond bestattet. Im Jahr 1911 stellte der US-Kongress Geld für ein Monument an seinem Grab zur Verfügung. Tylers Nachlass und seine Papiere gingen während des Sezessionskrieges größtenteils verloren, da seine Plantage Sherwood Forest von Unionstruppen geplündert wurde.

## Posthume Wirkung
Da Tyler den Präzedenzfall verkörpert, dass der Vizepräsident ins Präsidentenamt nachrückt, hat er für die Verfassungsgeschichte der USA durchaus eine prägende Bedeutung. Von einigen Historikern wird seine Amtszeit als die bis dato enttäuschendste in der amerikanischen Geschichte beschrieben, einigen galt sie als Vorzeichen für den bevorstehenden Bürgerkrieg. Der spätere Präsident Theodore Roosevelt nannte ihn gar „a politician of monumental littleness“ (auf Deutsch in etwa: Ein Politiker von monumentaler Unbedeutsamkeit).